# 美梦成真音乐
美梦成真音乐有限公司，简称美梦成真，是1995年齐秦成立的工作室，2010年在北京市注册成立。为『北京力行网际科技有限公司』之音乐厂牌名称。主要业务是从事各类演出经纪、演出策划、签约/经纪代理港台内地歌手的演出、广告、代言、发行，及新媒体等业务的专业文化经纪娱乐公司。多年来美梦成真提供完善、专业的演出经纪服务，得到了业内外广泛的认可和赞扬，现在已经积累了丰富的经验与资源，跟各大演出商及广告公司等都建立了良好的合作关系。新媒体业务更已经拓展至中国移动、中国电信、中国联通三大运营商。在台灣設立分公司「虹之美夢成真藝人經紀股份有限公司」，旗下歌手唱片均由華研國際音樂代理發行。

## 旗下艺人
| 男歌手       | 男歌手   | 男歌手 |
| ------------ | -------- | ------ |
| 齊秦         | 李超     | 張睿   |
| 女歌手       |          |        |
| 許藝娜       | 莫龍丹   | 張藝瀟 |
| 楊丹         | 潘越雲   | 賈靜雯 |
| 組合         |          |        |
| reborn雙魚座 | 花漾年華 |        |

## 解約藝人
- 康康，2011年轉投亞歷安傳播
- 柯有倫，2014年轉投種子音樂。
- 彭佳慧，2013年自立風流女生工作室並轉投金牌大風；2017年在台灣索尼。
- 伊能靜
- 辛曉琪，2016年轉投滾石唱片

## 发行唱片
| 编号（台湾） | 唱片名称     | 歌手       | 发行时间       |
| ------------ | ------------ | ---------- | -------------- |
| MMCDJ10001   | 因为女人说   | 彭佳慧     | 2009年12月18日 |
| MMCDK10002   | 北漂         | 康康       | 2010年3月26日  |
| MMCDA10003   | 春暖花开     | 伊能静     | 2010年4月16日  |
| MMCDC10004   | 美丽境界     | 齐秦       | 2010年7月17日  |
| MMCDAK10005  | 无畏无惧     | 柯有伦     | 2010年12月3日  |
| MMCDDT10006  | 阵头         | 电影原声带 | 2012年2月10日  |
| MMCDWH10008  | 遇见快乐     | 辛晓琪     | 2012年6月8日   |
| MMCDQY10010  | 花非花雾非雾 | 电视原声带 | 2013年10月18日 |
| MMCDAB10011  | 花漾年華     | 花漾年華   | 2013年8月9日   |
| MMCDRZ10012  | 张睿同名专辑 | 张睿       | 2013年12月12日 |
| MMCDC10014   | 穿樂         | 齐秦       | 2019年3月22日  |